# Bruce Reihana
Bruce Trevor Reihana (Thames, 6 aprile 1976) è un ex rugbista a 15 neozelandese, in carriera attivo nel ruolo di utility back nel Super Rugby e in Premiership.

## Biografia
Ultimo di 13 figli di una famiglia del Waikato, rappresentò a livello provinciale la squadra della propria regione d'appartenenza e divenne professionista in Super 12 nelle file del Waikato Chiefs nel 1996.
Nel 2000 divenne internazionale per gli All Blacks a Marsiglia contro la Francia in sostituzione dell'infortunato Jonah Lomu; una settimana più tardi disputò il suo secondo e ultimo incontro internazionale a Genova contro l'Italia, nell'occasione realizzando due mete.
Nel 2002 fu ingaggiato in Inghilterra con un contratto di due anni e mezzo a partire da novembre dal Northampton
Un progetto di ritorno in Nuova Zelanda a fine contratto non ebbe seguito, e dopo il rinnovo con il club inglese Reihana ne fu designato capitano.
Rimase nel club fino al 2011, quando si trasferì al Bordeaux Bègles.
Dopo ulteriori tre anni in Francia, annunciò la fine della carriera nel 2014 per passare all'attività tecnica.